# Alfred Morris
Pour les articles homonymes, voir Morris.
(en) Statistiques sur pro-football-reference
Alfred Bruce Morris, né le 12 décembre 1988 à Pensacola, est un joueur américain de football américain évoluant au poste running back en National Football League (NFL).

## Biographie
Après avoir évolué au niveau universitaire, en NCAA Division I FBS au sein des Owls de Florida Atlantic, il est choisi lors du 6e tour de la draft 2012 de la NFL en tant que 173e choix global par les Redskins de Washington. 
Il réalise une première saison recrue exceptionnelle, terminant deuxième pour ce qui est de la distance parcourue avec 1 613 yards, derrière les 2097 yards d'Adrian Peterson, et deuxième pour ce qui est du nombre de touchdowns inscrits avec 13, juste après les 16 touchdowns d'Arian Foster. Ce faisant, il aide grandement son équipe à atteindre les éliminatoires de la saison 2012 et est sélectionné à l'issue de la saison dans la seconde équipe-type All-Pro de la ligue.

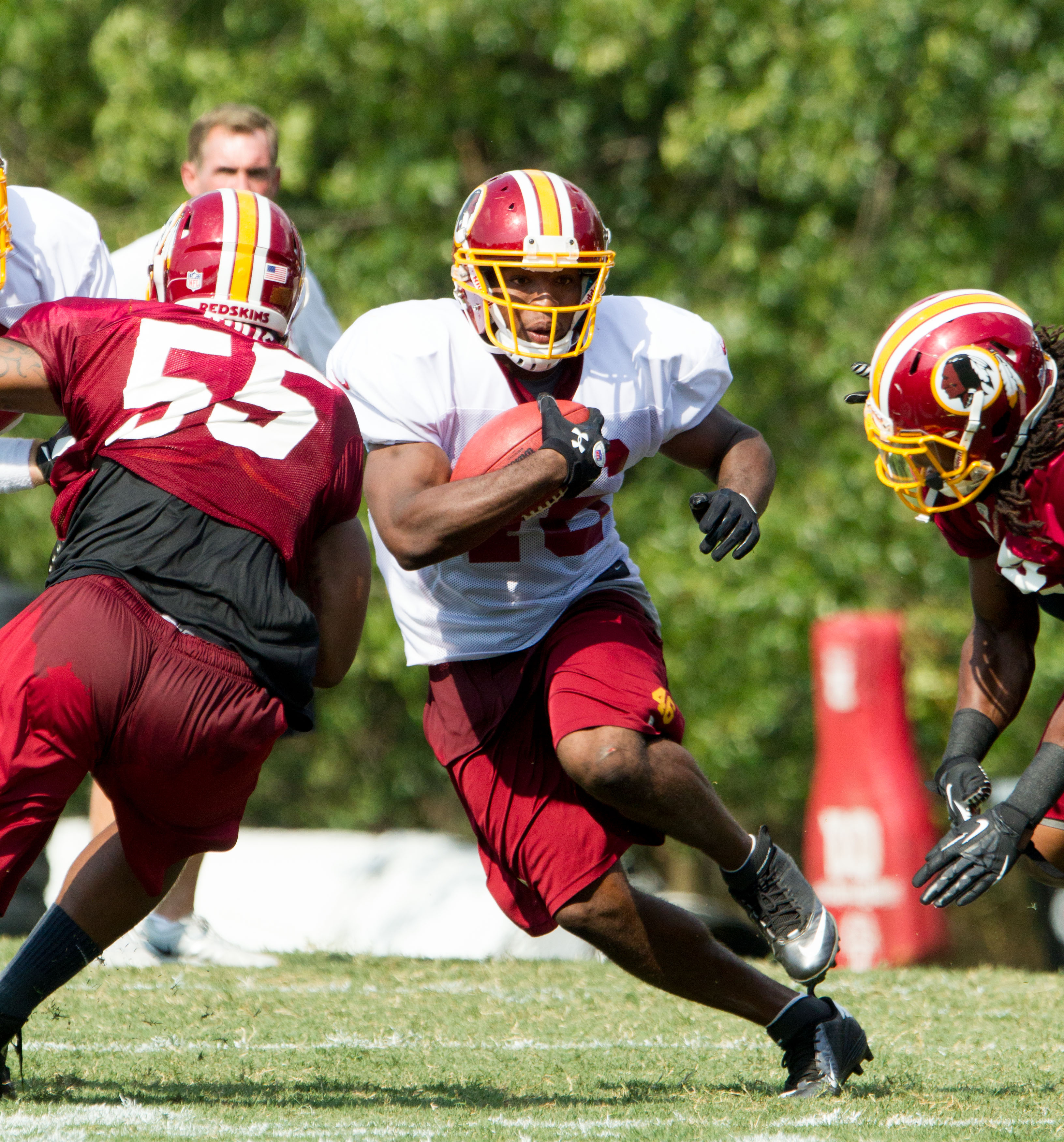
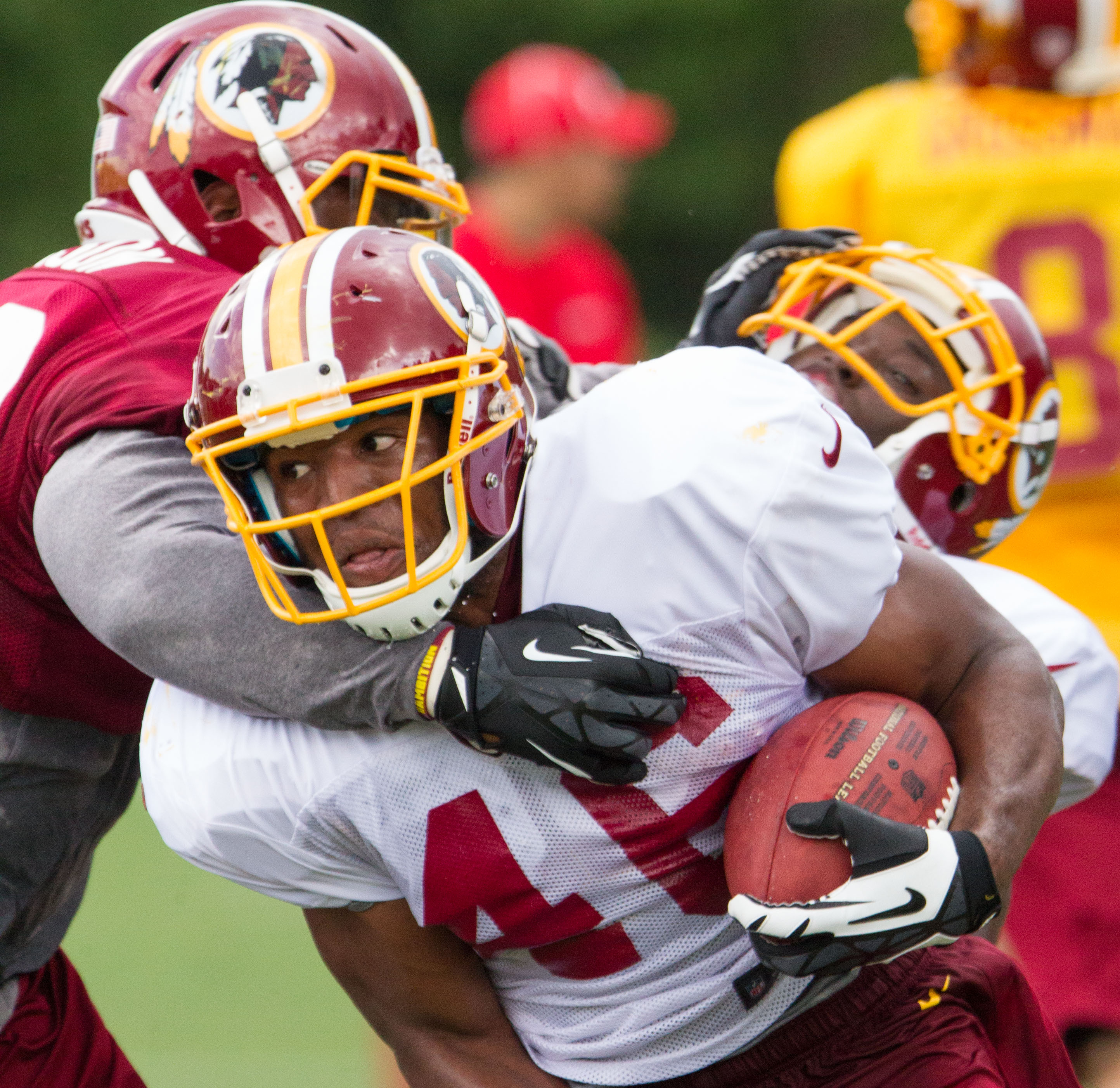

## Vie privée
Bien qu'il puisse s'offrir une nouvelle voiture, il est connu pour conduire une ancienne Mazda 626 de 1991, ce que le constructeur Mazda a utilisé pour des publicités,,.

## Statistiques

### Universitaires
| Année  | Équipe           | Statut | MJ |     | Courses | Courses | Courses | Courses |       | Passes réceptionnées | Passes réceptionnées | Passes réceptionnées | Passes réceptionnées |
| Année  | Équipe           | Statut | MJ | Nb. | Yards   | Moy.    | TD      | Nb.     | Yards | Moy.                 | TD                   |                      |                      |
| 2008   | Florida Atlantic | Fr     | 11 | 7   | 23      | 3,3     | 0       | -       | -     | -                    | -                    |                      |                      |
| 2009   | Florida Atlantic | So     | 12 | 236 | 1 392   | 5,3     | 11      | 7       | 114   | 16,3                 | 2                    |                      |                      |
| 2010   | Florida Atlantic | Jr     | 12 | 227 | 928     | 4,1     | 7       | 8       | 47    | 5,9                  | 1                    |                      |                      |
| 2011   | Florida Atlantic | Sr     | 12 | 234 | 1 188   | 5,1     | 9       | 15      | 139   | 9,3                  | 1                    |                      |                      |
| Totaux | Totaux           | Totaux | 47 | 731 | 3 531   | 4,8     | 27      | 30      | 300   | 10                   | 4                    |                      |                      |

### Professionnelles
| Année              | Équipe                 | MJ                 |       | Courses | Courses | Courses | Courses |       | Passes réceptionnées | Passes réceptionnées | Passes réceptionnées | Passes réceptionnées |  | Fumbles | Fumbles |
| Année              | Équipe                 | MJ                 | Nb.   | Yards   | Moy.    | TD      | Nb.     | Yards | Moy.                 | TD                   | Nb.                  | Perdus               |  |         |         |
| 2012               | Redskins de Washington | 16                 | 335   | 1 613   | 4,8     | 13      | 11      | 77    | 7                    | 0                    | 4                    | 3                    |  |         |         |
| 2013               | Redskins de Washington | 16                 | 276   | 1 275   | 4,6     | 7       | 9       | 78    | 8,7                  | 0                    | 5                    | 4                    |  |         |         |
| 2014               | Redskins de Washington | 16                 | 265   | 1 074   | 4,1     | 8       | 17      | 155   | 9,1                  | 0                    | 2                    | 1                    |  |         |         |
| 2015               | Redskins de Washington | 16                 | 202   | 751     | 3,7     | 1       | 10      | 55    | 5,5                  | 0                    | 0                    | 0                    |  |         |         |
| 2016               | Cowboys de Dallas      | 14                 | 69    | 243     | 3,5     | 2       | 3       | 11    | 3,7                  | 0                    | 0                    | 0                    |  |         |         |
| 2017               | Cowboys de Dallas      | 14                 | 115   | 547     | 4,8     | 1       | 7       | 45    | 6,4                  | 0                    | 0                    | 0                    |  |         |         |
| 2018               | 49ers de San Francisco | 12                 | 111   | 428     | 3,9     | 2       | 8       | 73    | 9,1                  | 0                    | 2                    | 1                    |  |         |         |
| 2019               | Cardinals de l'Arizona | 1                  | 1     | 4       | 4       | 0       | -       | -     | -                    | -                    | 0                    | 0                    |  |         |         |
| 2020               | Giants de New York     | 9                  | 55    | 238     | 4,3     | 1       | 3       | 19    | 9                    | 1                    | 0                    | 0                    |  |         |         |
| Totaux en carrière | Totaux en carrière     | Totaux en carrière | 1 429 | 6 173   | 4,3     | 35      | 68      | 513   | 7,5                  | 1                    | 13                   | 9                    |  |         |         |

| Année              | Équipe                 | MJ                 |     | Courses | Courses | Courses | Courses |       | Passes réceptionnées | Passes réceptionnées | Passes réceptionnées | Passes réceptionnées |  | Fumbles | Fumbles |
| Année              | Équipe                 | MJ                 | Nb. | Yards   | Moy.    | TD      | Nb.     | Yards | Moy.                 | TD                   | Nb.                  | Perdus               |  |         |         |
| 2012               | Redskins de Washington | 1                  | 16  | 80      | 5       | 0       | -       | -     | -                    | -                    | 0                    | 0                    |  |         |         |
| 2015               | Redskins de Washington | 1                  | 11  | 50      | 4,5     | 0       | -       | -     | -                    | -                    | 0                    | 0                    |  |         |         |
| Totaux en carrière | Totaux en carrière     | Totaux en carrière | 27  | 130     | 4,8     | 0       | -       | -     | -                    | -                    | 0                    | 0                    |  |         |         |